# Вібратор (техніка)
Вібратор (рос. вибратор, англ. vibrator, нім. Vibrator m) — багатозначний термін, що може означати 
1. Будь-яку систему (маятник, коливальний контур), що збуджує коливання.
2. Механічний, електромагнітний або пневматичний пристрій, що струшує тіла, які дотикаються до нього. Використовується у збагаченні корисних копалин як збуджувач коливань у збагачувальних апаратах, механізмах для розпушування та ущільнення сипких матеріалів, транспортних засобах та вимірювальних приладах (рухома частина вібраційних вимірювальних приладів). Зокрема, застосовується у грохотах.
3. Відрізок провідника, яким тече змінний струм високої частоти і який випромінює електромагнітні хвилі.

## Вібратор з самоустановлювальними дебалансами

Вібратор з самоустановлювальними дебалансами.

Конструктивні особливості вібратора з самоустановлювальними дебалансами (рис. 1): в трубчастому корпусі 1, що жорстко прикріплений до короба 2, розташований вал 3, на дві кінцеві шийки якого ексцентрично насаджені привідні шківи 4. 
Усередині шківів змонтовані дебаланси 6, які вільно висять на кронштейні 7 та обпираються на пружину 5. При запуску грохота в початковий момент деба-лансні вантажі утримуються в нейтральному положенні пружинами 5 доти, поки вал вібратора не набере визначеної кутової швидкості. В подальшому дебаланси під дією відцентрової сили переборюють силу пружності пружин, відходять від центру обертання, притискаються до внутрішньої поверхні шківа і займають робоче положення. Автоматичне налагоджування машини на самоцентрувальний режим при зміні швидкості обертання ексцентрикового вала визначається в основному жорсткістю пружин.
Основним параметром інерційного грохота є його динамічна характеристика – добуток подвійного ексцентриситету {\displaystyle 2e} (м) на частоту обертання вала {\displaystyle n} (рад/с). Величина цього параметра впливає на продуктивність агрегату, ефективність його роботи, а також на здатність до самоочищення просіювальної поверхні. Для сучасних конструкцій значення {\displaystyle 2en} приймається рівним не менше 0,105.

## Самобалансний віброзбуджувач

Самобалансний віброзбуджувач складається з корпуса, усередині якого на підшипниках кочення встановлені паралельно два вали з неврівноваженими масами (дебалансами) 4, що обертаються з однаковою частотою, але в протилежні сторони (рис. 2). 
При будь-якому положенні вантажів дебалансів вібратора сили діють поздовж осі Х. Складові відцентрової сили інерції, що діють вздовж осі Y, взаємно урівноважуються, так як вони рівні за величиною і протилежно спрямовані.